# Ladislav Pavličík
Ladislav Pavličík (* 11. září 1951) je bývalý československý hokejový útočník.

## Hokejová kariéra
V československé lize hrál za TJ Gottwaldov. Odehrál 2 ligové sezóny, nastoupil ve 14 ligových utkáních, dal 1 gól a měl 2 asistence. V nižšich soutěžích hrál i za Meochemu Přerov.

## Klubové statistiky
| Sezona    | Klub            | Soutěž  | Základní část | Základní část | Základní část | Základní část | Základní část |
| Sezona    | Klub            | Soutěž  | Z             | G             | A             | B             | TM            |
| --------- | --------------- | ------- | ------------- | ------------- | ------------- | ------------- | ------------- |
| 1969/1970 | TJ Gottwaldov   | 1. liga | 11            | 0             | 2             | 2             | -             |
| 1970/1971 | TJ Gottwaldov   | 2. liga | -             | -             | -             | -             | -             |
| 1971/1972 | TJ Gottwaldov   | 1. liga | 3             | 1             | 0             | 1             | -             |
| 1972/1973 | TJ Gottwaldov   | 2. liga | -             | -             | -             | -             | -             |
| 1973/1974 | TJ Gottwaldov   | 2. liga | -             | -             | -             | -             | -             |
| 1976/1977 | Meochema Přerov | 3. liga | 21            | 3             | 3             | 6             | 20            |